# 「さよなら」 (斉藤由貴の曲)
「「さよなら」」は、1987年11月18日にキャニオン・レコードよりリリースされた斉藤由貴の10枚目のシングルである。楽曲名には鉤括弧を含む。

## 概要
斉藤本人の作詞による楽曲が初めてA面となったシングルである。表題曲は斉藤由貴主演・大森一樹監督の東宝映画『「さよなら」の女たち』の主題歌として採用された。A・B面曲共に作曲は原由子が手掛けている。
シングルレコードは紙ジャケット仕様となっている。

## 収録曲
1. 「さよなら」
作詞: 斉藤由貴／作曲: 原由子／編曲: 武部聡志
2. あなたに会いたい
作詞・作曲: 原由子／編曲: 武部聡志
  - オリジナルアルバム未収録曲。